# HEMU-430X
HEMU-430X(Highspeed Electric Multiple Unit - 430km/h eXperiment)는 한국철도기술연구원(KRRI)의 주도로 한국건설교통기술평가원 등이 참여하여 진행 중인 차기 고속철도 시제차량 제작 및 기술 개발 프로젝트이다. 이전에는 HEMU-400X라는 이름을 사용하였으나, 이후 설계최고속도가 30km/h 증가하면서 현재의 이름으로 바뀌었다.
영어로는 HEMU라고 쓰고, 한글로는 해무라 쓴다. 한글 표기 해무에 대응되는 한자 표기에는 먼저 상서로운 바다 안개를 뜻하는 海霧(바다 해·안개 무)와 빠르게 달린다는 韰騖(이슬 해·달릴 무) 등 두 가지 방법이 있다.

## 개요
이 열차는 설계최고속도 430km/h, 영업운전속도 370~400km/h를 목표로 개발중인 고속철도 차량이다. 평탄선 균형속도는 시속 444km/h라고 한다 2007년 4월부터 2012년 7월까지 총 5년간 개발이 진행되었으며, 투입 예산은 931억원이다. 차량 가격은 1편성(8량) 당 382억 3000만 원이다. 현재 국내개발 고속철도 중에서 가격이 가장 비싼 차종이다.
기관차가 객차를 견인하는 방식인 동력집중식 고속열차 KTX나 KTX-산천 차량과는 달리, 큰 점착력이 요구되는 300km/h 이상의 고속 주행에 적합한 최초의 동력분산식으로 설계되었다. 이를 통해 수송력 강화와 가감속 성능 향상 등도 달성하고 있는데, 예를 들어 정차 상태에서 300km/h까지 가속하는 데에 KTX는 6분 5초, KTX-산천의 경우 5분 16초가 걸리는 데에 비해 이 열차에서는 3분 53초까지 줄어들었다. 또한 제동 성능도 KTX-산천의 23MJ에서 43MJ로 향상되었다.
또 동력분산식 설계의 채용에 의해 기관차가 제거됨에 따라 선두·후미 차량에도 승객 탑승이 가능해져 편성 당 정원이 KTX-산천의 363명에서 456명으로 16%가량 늘었다. 좌석 간 간격은 특실 1,120mm, 일반실 1,000mm으로 특실은 KTX, KTX-산천과 동일하며 일반실은 KTX에 비해 70mm, KTX-산천에 비해서는 20mm 더 길다.

### 기술

#### 차체
차체는 KTX-산천과 같은 알루미늄 더블스킨 구조로 되어 있다. 그러나 구조의 최적화로 KTX-산천 대비 중량이 5%정도 경량화되었으며, 차음 성능 또한 5dB까지 향상되었다.

#### 전원·제어 기기
시험차량의 구동장치로는 기존의 유도전동기와, 유도전동기에 비해 소형이면서 효율이 좋은 영구자석 동기전동기 양쪽 모두를 사용하며, 유도전동기는 2~5호차에, 영구자석 동기전동기는 부산 방면 최후미차인 6호차에 설치되어 있다. 출력은 두 방식의 전동기 모두 410kW로, 동력차에는 이를 4기씩 탑재하여 량당 출력은 1,640kW이다. 양산차량에는 시운행 기간 동안 시험차량에 사용된 양 전동기에 대해 종합적인 평가를 실시하여 보다 적합한 쪽이 채용될 예정이다.
시험차량의 차량 배치는 Tc+M1+M2+M3+M4+Mc의 5M1T로 구성되어 있으며, 이 중 Mc차량은 위에서 서술한 영구자석 동기전동기(1C1M 제어) 적용 시험을 목적으로 특별 제작되어, 이 1량만이 편성 내의 다른 차량과는 독립된 주회로 시스템을 가지며 이를 위해 객실 내에 일부 장비를 탑재하고 있다. 양산차량은 시험차량과 달리 구동계가 통일되므로 Tc+M1+...+M6+Tc의 6M2T로 구성되어 있다.

#### 대차
대차는 ITX-청춘 열차에서도 사용된 방식인 링크암 식 볼스터리스 대차를 채용했다. 고속화에 따른 진동 증가에 대응하여 쾌적한 승차감을 구현하기 위해 보통 대차의 옆면에 1개씩 설치하는 요댐퍼를 양 옆으로 2개 설치하였으며, 차체의 롤(Roll)을 막아주는 안티 롤 바가 설치되어 있다.
대한민국의 철도차량으로서는 최초로 세미 액티브 서스펜션이 설치되었다.

## 역사
- 2007년 9월 6일 - KRRI 주최로 차세대 고속철도 기술개발사업 착수 보고회가 개최되었다.[3]

- 2009년 2월 17일- 국토해양부에서 외형과 실내 디자인 시안이 발표되었다.[4]

- 2010년 8월 30일 - 미래 녹색국토 구현을 위한 KTX 고속철도망 구축전략에 따라 사업기간이 1년 단축되고 목표 최고속도가 430 km/h으로 상향 조정되었다.

- 2012년 5월 16일 - 경전선 창원중앙역에서 시제차량을 출고하였다.[5]

- 2012년 12월 27일 - 시험구간 속도 400 km/h를 돌파하였다.

- 2013년 3월 28일 - 출고 이후 10개월 동안 총 138회의 증속시험을 진행, 이날 오전 3시 2분 46초에 최고속도인 시속 421.4km를 기록하였다.[6] 한국철도기술연구원에 따르면 유지보수 시간 확보의 어려움 때문에 더 이상의 최고속도 증속보다는 부품 신뢰성 검증 등 안정화 테스트를 주로 할 것으로 알려졌다.[7]

- 2021년 1월 8일 - 준고속열차인 KTX-이음이 첫 운행을 시작하였다.

- 2024년 5월 6일 - 320km급 고속열차인 KTX-청룡이 첫 운행을 시작하였다.

## 사진
- 2013 부산국제철도물류전에 전시된 목업
- 좌석
- 운전석

## 같이 보기
- KTX-이음